# Pseudogyrtona hypenina
Pseudogyrtona hypenina là một loài bướm đêm trong họ Noctuidae.